# Николаевские (Люмпанурское сельское поселение)
Николаевские — упразднённая в 2012 году деревня в Санчурском районе Кировской области России. На год упразднения входила в состав Люмпанурского сельского поселения.

## География
Расположена была в юго-западной части области, в зоне хвойно-широколиственных лесов, на берегу реки Пинежка, на расстоянии приблизительно 30 км по прямой на запад от райцентра поселка Санчурск, административного центра района.

### Географическое положение
В радиусе двух-пяти километров:
- д. Шабры (→ 2 км)
- д. Орехово (↙ 2.6 км)
- д. Большой Пинеж (← 2.6 км)
- д. Преображенка (↑ 3 км)
- д. Красновка (↑ 3.2 км)
- д. Малый Пинеж (← 3.8 км)
- выс. Никольский (↙ ≈4 км)
- д. Заводские (↗ 4 км)
- д. Зинки (↑ 4.5 км)
- д. Успенские (→ 4.6 км)
- д. Рогожники (↖ 4.7 км)

## Климат
Климат характеризуется как умеренно континентальный, с умеренно холодной снежной зимой и тёплым летом. Среднегодовая температура — 1,5 °C. Абсолютный минимум температуры воздуха самого холодного месяца (января) составляет −45 °C; абсолютный максимум самого тёплого месяца (июля) — 37 °C. Годовое количество атмосферных осадков — 687 мм, из которых большая часть выпадает в тёплый период.

## Топоним
Известна с 1891 года как починок Николаевский, в 1905 году — Николаевский 1-й или Носков. Настоящее название утвердилось с 1950 года.

## История
Известна в документах 1891 года.
Снята с учёта 28.06.2012 Законом Кировской области от 28.06.2012 № 178-ЗО.

## Население
| 2010 |
| ---- |
| 0    |

В 1905 году жителей 154, в 1926—228, в 1950—199.
По данным Всесоюзной переписи населения 1989 года в деревне 29 жителей и 35 прописанных человек (Итоги Всесоюзной переписи населения 1989 года по Кировской области [Текст] : сб. Т. 3. Сельские населенные пункты / Госкомстат РСФСР, Киров. обл. упр. статистики. — Киров:, 1990. — 236 с., С.166).
Согласно результатам переписи 2002 года, русские составляли 100 % от 11 человек.

## Инфраструктура
Было личное подсобное хозяйство. В 1905 году дворов 24, в 1926 — 76, в 1950 — 58.

## Транспорт
Просёлочная дорога.